# Festplattenentkoppler
Ein Festplattenentkoppler ist ein Bauteil aus der Computertechnik und dient zur Geräuschminderung.

## Funktionsweise
Festplatten werden von einem Motor angetrieben, der Vibrationen verursacht. Diese übertragen sich auf das Computergehäuse, welches dann als Resonanzkörper wirkt, und erhöhen damit die Betriebsgeräusche des Computers. Ein Festplattenentkoppler besteht im Normalfall aus einem Gummiblock, der an der Festplatte selbst, sowie am Gehäuse befestigt wird. Dadurch werden die Vibrationen einerseits gedämpft, und andererseits nicht auf das Gehäuse übertragen. Wird ein Festplattenentkoppler eingesetzt, muss die Festplatte in der Regel in einen 5¼"-Schacht montiert werden, da sie dann für die heute üblicherweise verwendeten 3,5"-Schächte zu breit ist.
Festplattenentkoppler gibt es in verschiedenen Varianten: entweder in Form von vier einzelnen Blöcken, von denen zwei an jeder Seite des Festplattengehäuses montiert werden, oder als größere Blöcke, die häufig auch einen Kühlkörper enthalten und somit nicht nur die Geräusche, sondern auch die Betriebstemperatur senken.
Verschiedene Untersuchungen haben ergeben, dass bei manchen Festplatten mit manchen Festplattenentkopplern die Zugriffszeiten länger werden. Dies hängt mit der veränderten Eigenresonanz der so montierten Festplatten zusammen. Festplatten sind so konstruiert, dass sie fest verschraubt die beste Performance liefern. Bei einer weichen Aufhängung können sich Schwingungen hochschaukeln, wodurch sich die Zugriffszeiten erhöhen können. Inwieweit ein Festplattenentkoppler die Lebensdauer einer Festplatte beeinträchtigen kann, ist noch nicht hinreichend untersucht. Derartige Untersuchungen sind sehr schwierig und schlecht repräsentativ, da das Ergebnis von Festplattenmodell, Modell des Entkopplers, verwendetem Computergehäuse und allen anderen individuellen Bestückungen im Computergehäuse abhängig ist.